# Stefan Sick
Stefan Sick (* 1981 in Buxtehude) ist ein deutscher Kameramann, Regisseur und Filmeditor.

## Leben
Sick studierte Bildgestaltung/Kamera an der Filmakademie Baden-Württemberg. Sein Diplomfilm Closing Time unter der Regie von Nicole Vögele feierte beim Locarno Festival 2018 Premiere und gewann den Premio speciale della giuria Ciné+ in der Sektion Cineasti del presente. Während seines Studiums war Sick hauptsächlich für die Bildgestaltung bei kreativen Dokumentarfilmen verantwortlich und war mit seinen Arbeiten auf renommierten Filmfestivals auf der ganzen Welt vertreten. 2014 wurde er mit dem Preis für die „Beste Kamera“ für nebel (Premiere: Berlinale) beim Sehsüchte Student Film Festival ausgezeichnet.
Er arbeitet als freiberuflicher Kameramann und Filmemacher. Der Dokumentarfilm Das innere Leuchten ist sein Regiedebüt. Der Film feierte bei den 69. Internationalen Filmfestspielen Berlin in der Sektion Perspektive deutsches Kino seine Premiere und wurde 2020 für den Grimme-Preis nominiert. 
2024 gewann der Film The Landscape and the Fury, wieder unter der Regie von Nicole Vögele, den großen Preis der Jury im internationalen Langfilm Wettbewerb des Visions du Réel Film Festivals in Nyon. Zudem erhielt Sick den Preis für die beste Bildgestaltung auf dem Mirage Film Festival in Oslo. Der Film war 2025 für den Schweizer Filmpreis nominiert.
Sicks zweite Regiearbeit Das fast normale Leben feierte beim DOK.fest München 2025 Premiere und erhielt dort den VFF Dokumentarfilm-Produktionspreis.
Sick lebt in Schwäbisch Hall.

## Filmografie (Auswahl)
- 2013: Frau Loosli (Dokumentarfilm) – Regie: Nicole Vögele
- 2014: nebel (Dokumentarfilm) – Regie: Nicole Vögele
- 2016: Transit (Kurzspielfilm) – Regie: Oliver Kracht
- 2017: Myanmarket (Dokumentarfilm) – Regie: Eva Knopf
- 2018: Der Rest ist Glückssache (Dokumentation) – Regie: Hanna Fischer, Julia Knopp
- 2018: Die Berührerin (Dokumentation) – Regie: Julia Knopp, Maximilian Damm
- 2018: Sophie macht Theater (Spielfilm) – Regie: Moritz Lenz
- 2018: Closing Time (Dokumentarfilm) – Regie: Nicole Vögele
- 2019: Das innere Leuchten (Dokumentarfilm) – Regie: Stefan Sick
- 2024: The Landscape and the Fury (Dokumentarfilm) – Regie: Nicole Vögele
- 2025: Das fast normale Leben (Dokumentarfilm) – Regie: Stefan Sick